# Lauzun
Lauzun är en kommun i departementet Lot-et-Garonne i regionen Nouvelle-Aquitaine i sydvästra Frankrike. Kommunen ligger i kantonen Lauzun som tillhör arrondissementet Marmande. År 2022 hade Lauzun 731 invånare.

## Befolkningsutveckling
Antalet invånare i kommunen Lauzun
| Referens: INSEE |